# Tourisme en Polynésie française

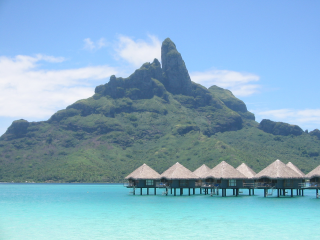
Île de Bora-Bora

Le tourisme représente un secteur économique majeur en Polynésie française. La destination est particulièrement appréciée pour les activités de lagon tels que la plongée sous-marine et le PMT. C'est également une destination prisée pour les lunes de miel, qui représentent 25 % des séjours en Polynésie

## Généralités
Le  tourisme en Polynésie française représente 13 % du PIB marchand de ces îles. Entre 2000 et 2007, l'archipel a accueilli en moyenne entre 215 000 et 220 000 touristes chaque année. En 2008, le tourisme a généré 42,5 milliards de F.CFP de chiffre d'affaires sur le territoire

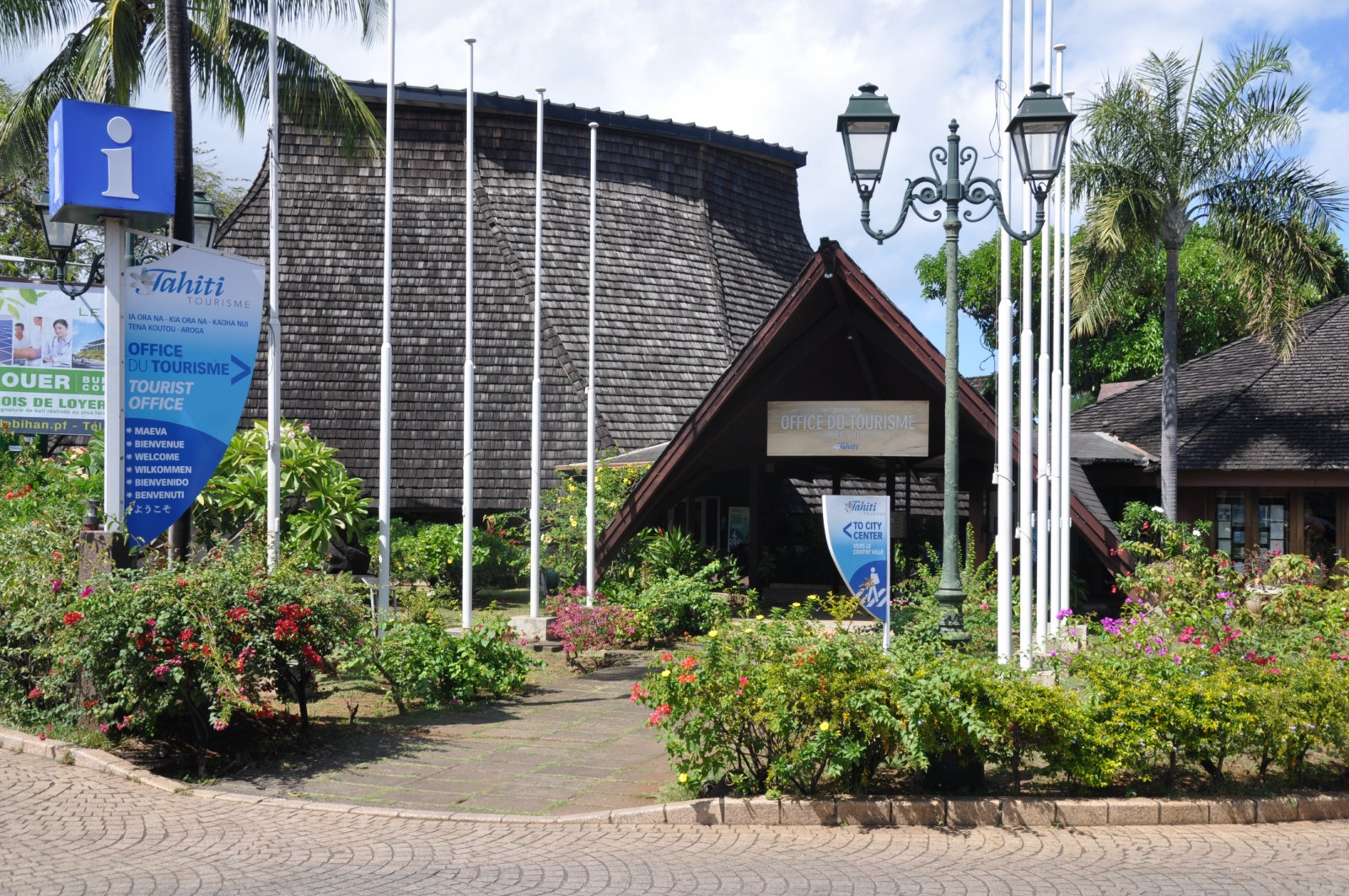
Office du tourisme à Papeete

Les îles les plus fréquentées sont Tahiti, Bora Bora et Moorea. À elles seules, ces 3 îles concentrent près de 90 % de l'offre d'hébergement en hôtellerie classée.
Le tourisme polynésien subit une crise profonde et durable puisque l'archipel a enregistré une baisse de fréquentation marquée depuis 2006. La chute de fréquentation s'est accélérée depuis 2008, atteignant même en 2009 des chiffres inférieurs à ceux de l'année 1996, qui détenait jusqu'alors le record de la plus basse fréquentation touristique des 15 dernières années (163 774 touristes en 1996).
De par la suite de French Bee, une compagnie d'aviation croisiériste low cost, le tourisme en Polynésie Française a considérablement augmenté et laisse les Polynésiens plus optimistes pour l'avenir touristique.On remarque d'ailleurs que le profil des touristes a changé, comme en témoigne l'augmentation de l'hébergement des pensions de famille, au lieu des hôtels de luxe.

## Chiffres

### Touristes

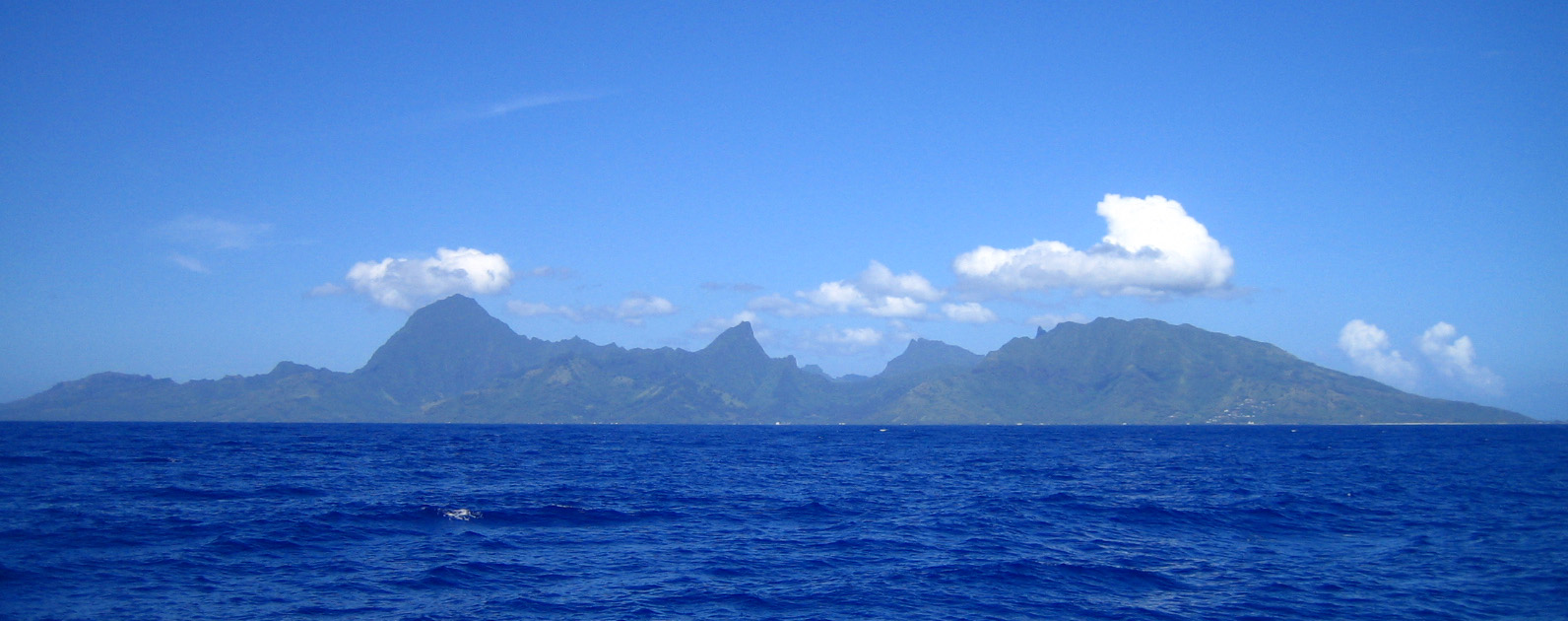
Île de Moorea

|      | Nombre de touristes total | Nombre de touristes en hébergement payant |
| ---- | ------------------------- | ----------------------------------------- |
| 1992 | 123 619                   |                                           |
| 1995 | 178 222                   |                                           |
| 1999 | 210 800                   |                                           |
| 2000 | 252 200                   |                                           |
| 2001 | 227 658                   |                                           |
| 2002 | 189 030                   |                                           |
| 2003 | 212 767                   |                                           |
| 2004 | 211 893                   |                                           |
| 2005 | 208 067                   |                                           |
| 2006 | 221 549                   | 192 794                                   |
| 2007 | 218 241                   | 190 102                                   |
| 2008 | 196 496                   | 172 827                                   |
| 2009 | 160 447                   | 138 151                                   |
| 2010 | 153 919                   | 133 032                                   |
| 2011 | 162 776                   | 142 056                                   |
| 2012 | 168 978                   | 148 443                                   |
| 2013 | 164 393                   | 146 304                                   |
| 2014 | 180 602                   | 162 461                                   |
| 2015 | 183 831                   | 165 926                                   |
| 2016 | 192 495                   | 174 446                                   |
| 2017 | 198 959                   | 178 689                                   |
| 2018 | 216 268                   | 192 740                                   |
| 2019 | 236 642                   | 209 383                                   |
| 2020 | 77 017                    | 66 385                                    |
| 2021 | 82 546                    | 70 373                                    |
| 2022 | 218 750                   | 194 602                                   |

### D'où viennent-ils?

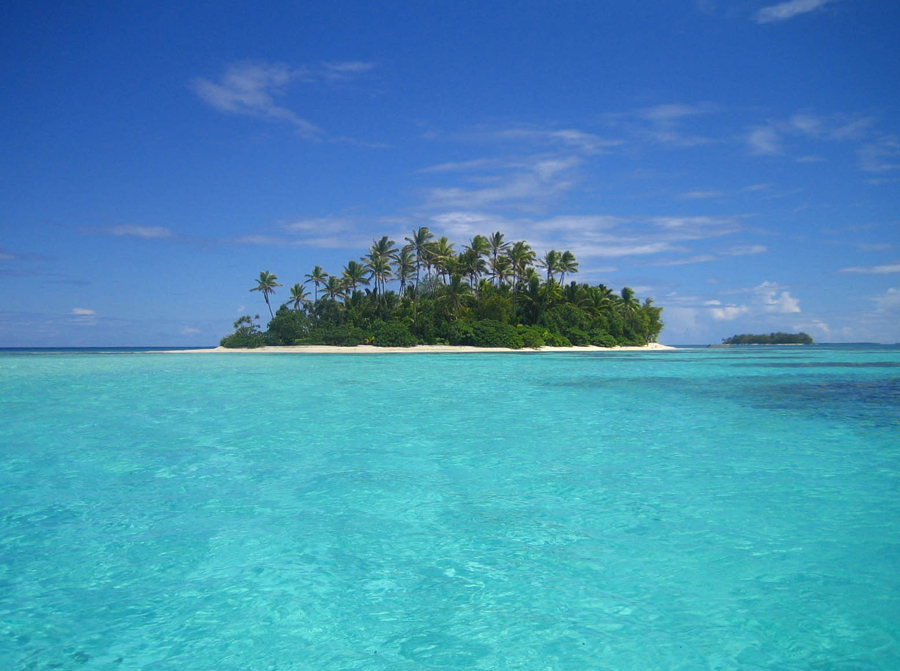
Motu Tauna aux Gambier

| Rang 2008 | Origine géographique | Principaux pays d'origine                         |
| --------- | -------------------- | ------------------------------------------------- |
| 1         | Amérique du Nord     | États-Unis - Canada                               |
| 2         | France               | France                                            |
| 3         | Europe (hors France) | Italie - Espagne - Royaume-Uni - Allemagne        |
| 4         | Asie                 | Japon                                             |
| 5         | Pacifique            | Australie - Nouvelle-Zélande - Nouvelle-Calédonie |
| 7         | Amérique du Sud      | Brésil - Chili - Argentine                        |

### Îles les plus visitées

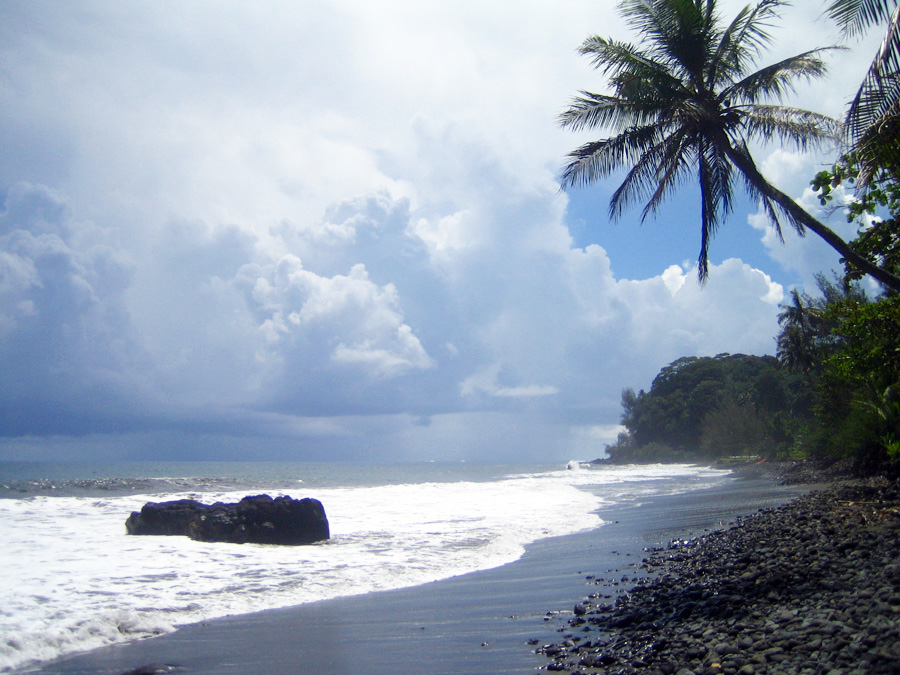
Plage de sable noir à Tahiti

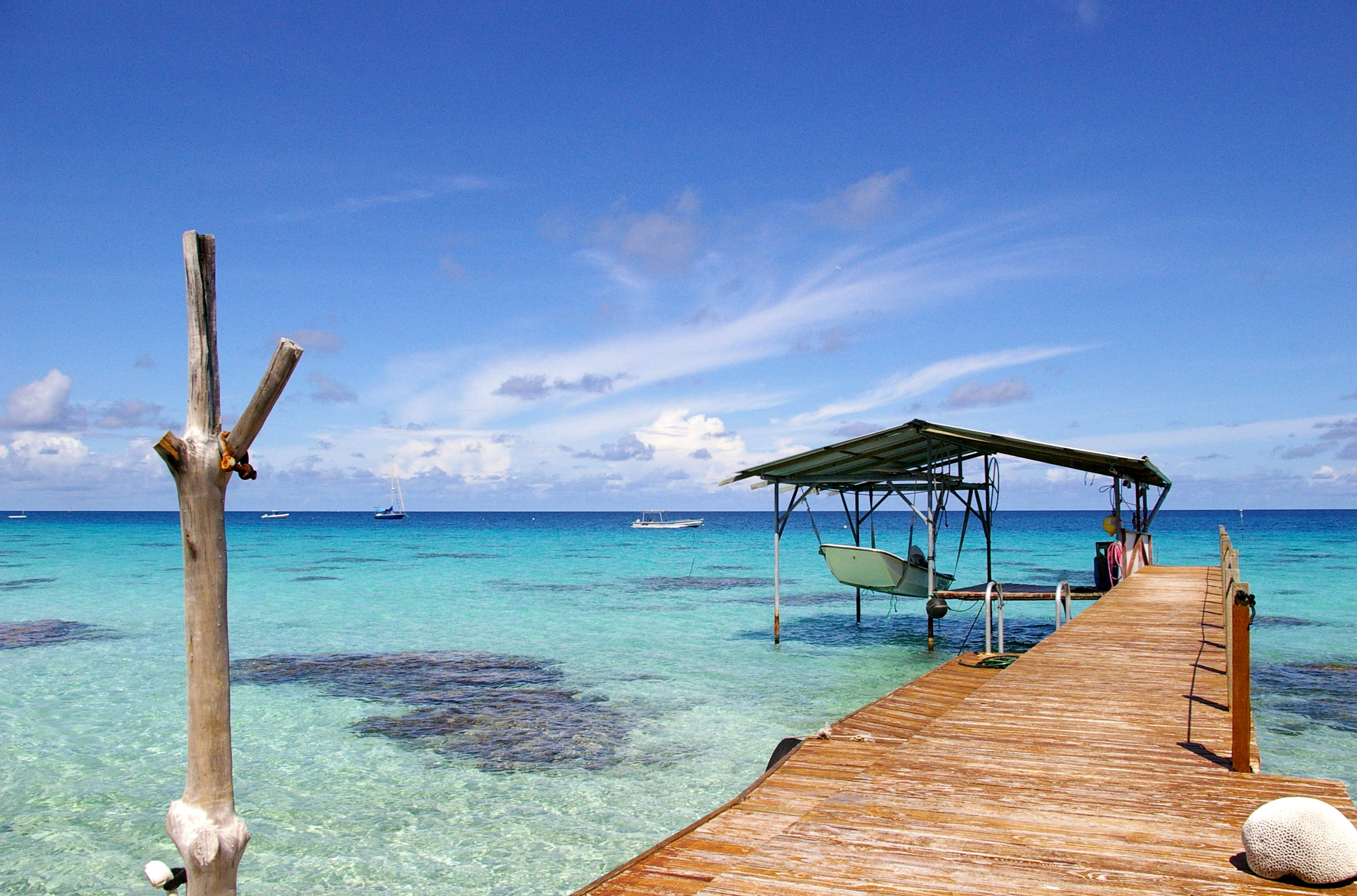
Atoll de Fakarava aux Tuamotu

| Total 2004      | 211 893 | %    |
| --------------- | ------- | ---- |
| Tahiti          | 193 753 | 91,4 |
| Moorea          | 138 291 | 65,4 |
| Bora-Bora       | 123 104 | 58,1 |
| Raiatea         | 55 993  | 26,4 |
| Huahine         | 51 258  | 24,2 |
| Tahaa           | 39 663  | 18,7 |
| Tuamotu Gambier | 12 694  | 6,0  |
| Marquises       | 11 204  | 5,3  |
| Maupiti         | 4 188   | 2,0  |
| Tetiaroa        | 1 624   | 0,8  |
| Australes       | 1 196   | 0,6  |

| Total 2013      | 164 393 | %  |
| --------------- | ------- | -- |
| Tahiti          | 132 466 | 81 |
| Bora-Bora       | 106 890 | 65 |
| Moorea          | 105 462 | 65 |
| Huahine         | 36 578  | 22 |
| Raiatea         | 31 088  | 19 |
| Tahaa           | 21 023  | 13 |
| Rangiroa        | 18 247  | 11 |
| Marquises       | 10 831  | 7  |
| Tuamotu Gambier | 8 439   | 5  |
| Fakarava        | 5 554   | 3  |
| Maupiti         | 3 564   | 2  |
| Australes       | 1 899   | 1  |